# 기로란 나일
기로란 나일(일본어: キローラン 菜入, 1992년 4월 7일 ~ )는 일본의 전 축구 선수이다.

## 구단 경력
그는 2011년부터 2017년까지 J리그의 도쿄 베르디, 기라반츠 기타큐슈, 마쓰모토 야마가 FC, 가고시마 유나이티드 FC에서 활동하였다.